# كوليبري أو إس
كوليبري أو اس (بالإنجليزية: KolibriOS)‏ هو نظام تشغيل مفتوح المصدر مبني على نظام مينيويت اواس مكتوبة بي لغة اسمبلي بستخدام اسمبلر(مجمع) fasm . بدأ العمل عليه عام 2004 تحت اسم (مينيويت أو إس تو).

## روابط خارجية
- كليبري او اس على موقع Open Hub (الإنجليزية)
- الصفحة الرئيسية KolibriOS